# Syrmaticus
Syrmaticus é um gênero da família Phasianidae que contém cinco espécies de faisões de cauda longa originários do leste da Ásia.

## Etimologia
Acredita-se que a palavra Syrmaticus tenha origem na palavra grega surmatus, que significa algo como "um manto com bainha longa", o que se referiria às penas da cauda dos machos.

## Descrição
Os faisões deste gênero são aves grandes, com cauda longa, porem sem crista ou penachos na orelha. Sua área nua ao redor dos olhos é vermelha, mas não é grande como no gênero Lophura(no Faisão-venerado se limita a uma pequena faixa acima do olho). Suas pernas possuem esporões relativamente curtos, que servem para combates.
Os machos são coloridos, de cores que diferem entre as espécies. A cauda no Faisão-venerado e no Faisão-de-Copper é composta por 18 penas achatadas, e nas demais são 16, das quais o par central é a mais comprida. As fêmeas por sua vez, tem sua plumagem predominantemente de cor castanha, com padrões de camuflagem, sendo menores que os machos. Com exceção à fêmea de Faisão-venerado, as fêmeas são muito semelhantes com várias características que as distinguem das fêmeas de outros gêneros de faisão. O tórax é robusto com coloração contrastante, com o abdome inferior sendo de predominância esbranquiçada.
Os faisões deste gênero estão relacionados intimamente com os faisões do gênero Phasianus; sendo mais evidente nos faisões de Elliot e de Humes, que tem plumagem de cores semelhantes, mas há diferenças importantes entre os dois gêneros. A plumagem das costas e da cauda superior dos Syrmaticus não é tão macia e solta como dos Phasianus, sendo formada por penas mais duras com forma de espátula. As bordas escuras das penas sobrepostas criam um padrão de escala. Há também diferenças no que diz respeito à vocalização e ao comportamento dos pintos.
Dentre as 5 espécies, a maior é o Faisão-venerado, com comprimento total de 210cm para os machos e 75cm para as fêmeas. A envergadura está em 27,5m a 30cm para os machos e 23,5 a 25cm para as fêmeas. Quanto ao peso, os machos pesam até 1,5kg e as fêmeas até 900g.

## Distribuição e Habitat
Das cinco espécies, três são encontradas na China, com o Faisão-de-Humes podendo ser encontrado também no nordeste da Índia e em regiões da Birmânia e da Tailândia. O Faisão-de-Copper com suas muitas subespécies é encontrado no Japão enquanto o Faisão-Mikado é encontrado em Taiwan.
As cinco espécies vivem em florestas altas, mais ou menos abertas em montanhas de até 2000m(ou 3300m no caso do Faisão-Mikado). Eles preferem vegetação rasteira densa e áreas mais abertas para procurar comida. Algumas espécies também se adaptam em ambientes com vegetação secundária.

## Comportamento
Os métodos de reprodução em natureza ainda não desconhecidos, mas propõe-se que algumas espécies sejam monogâmicas e outras polígamas. A corte do macho consiste em um desfile lateral do macho, que inclina seu corpo lateralmente em direção à fêmea com suas asas viradas para baixo e sua cauda em leque. Os ninhos se instalam em depressões criadas em grama ou musgos, forradas com alguns galhos(No caso do Faisão-Mikado, já foi encontrado um ninho feito com talos de bambu). Os ovos tem cor uniforme, que varia do creme ao marrom-oliva, sendo postos de 5 a 8(raramente apenas 3 ou até 15). A fêmea os choca por 26 a 28 dias.
São espécies fáceis de reproduzir em cativeiro, sendo que todas tem algum nível de introdução fora de suas áreas nativas. Porém, apenas o Faisão-venerado possui populações naturais em lugares como o Havaí, a França e República Tcheca.

## Espécies
São reconhecidas 5 espécies dentro do gênero:
| Macho | Fêmea | Nome científico                         | Nome comum        | Distribuição                    |
| ----- | ----- | --------------------------------------- | ----------------- | ------------------------------- |
|       |       | Syrmaticus reevesii Gray, 1829          | Faisão-venerado   | China.                          |
|       |       | Syrmaticus soemmerringii Temminck, 1830 | Faisão-ferrugíneo | Japão                           |
|       |       | Syrmaticus mikado Ogilvie-Grant, 1906   | Faisão-mikado     | Taiwan                          |
|       |       | Syrmaticus ellioti Swinhoe, 1872        | Faisão-de-elliot  | Sudeste da China.               |
|       |       | Syrmaticus humiae Hume, 1881            | Faisão-de-hume    | China, Índia, Burma e Tailândia |

## Galeria

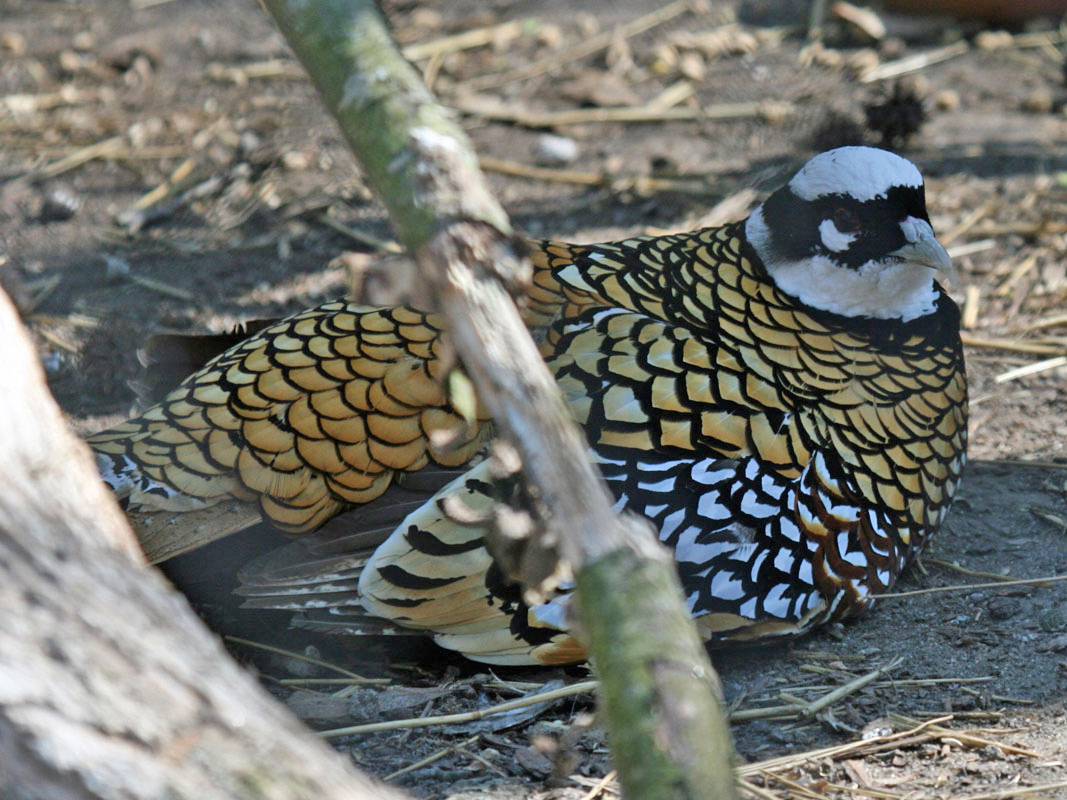
Faisão-venerado
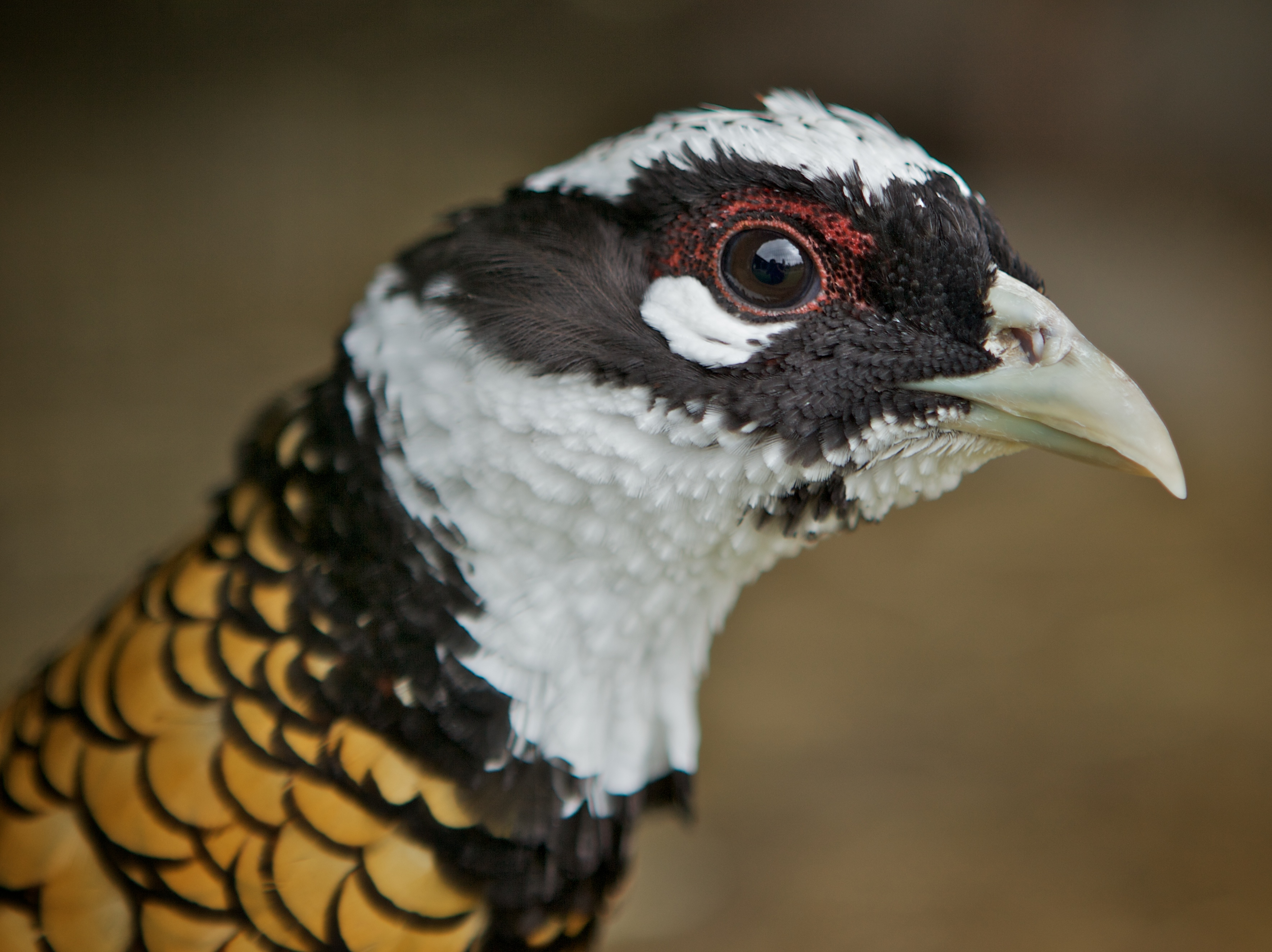
Cabeça de um Faisão-venerado
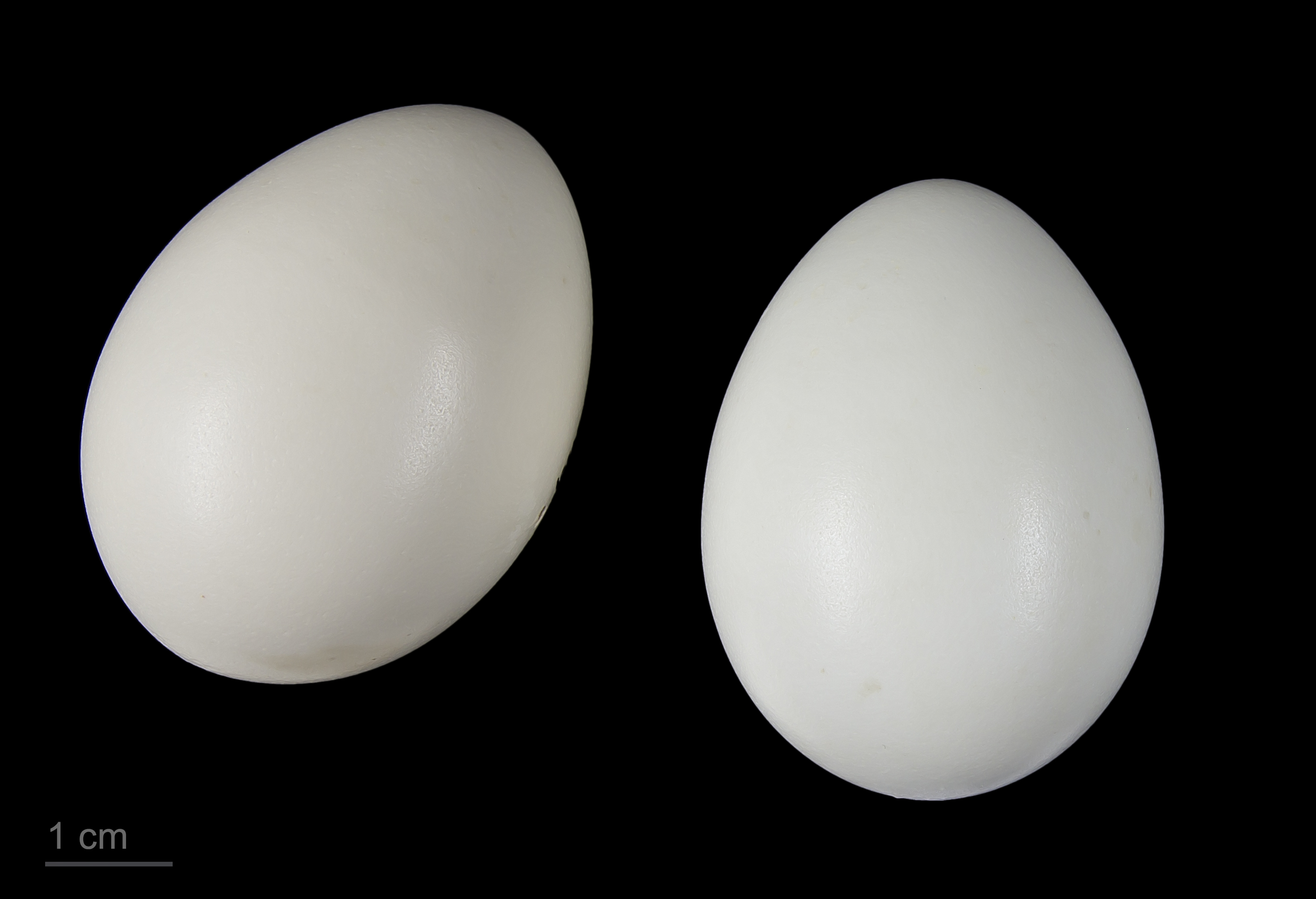
Ovos de Faisão-venerado
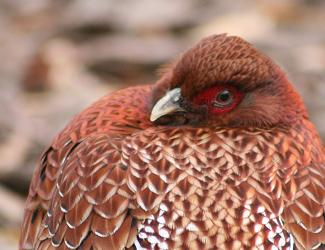
Cabeça de Faisão-de-Copper
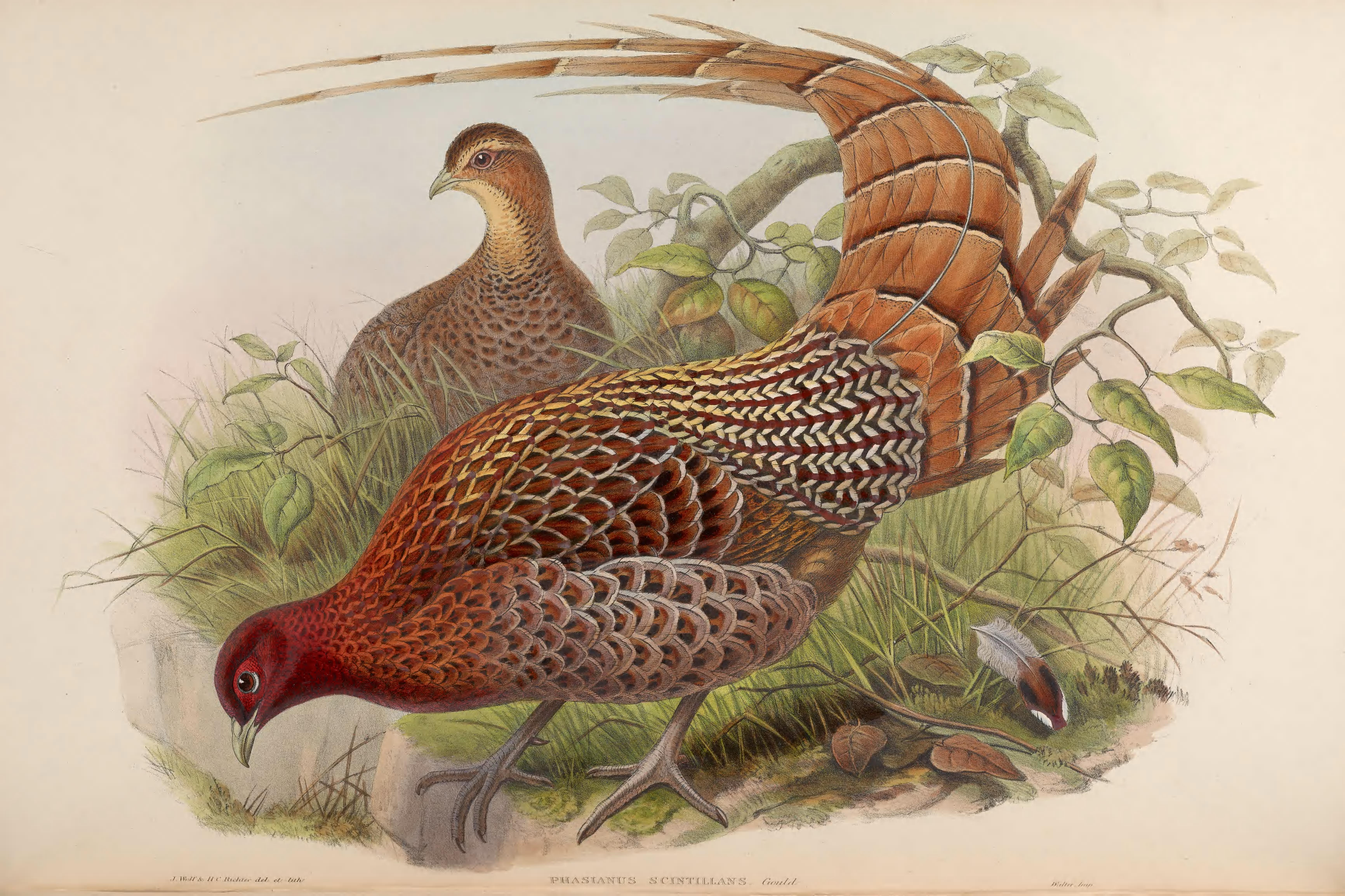
Casal de Faisão-de-Copper por John Gould
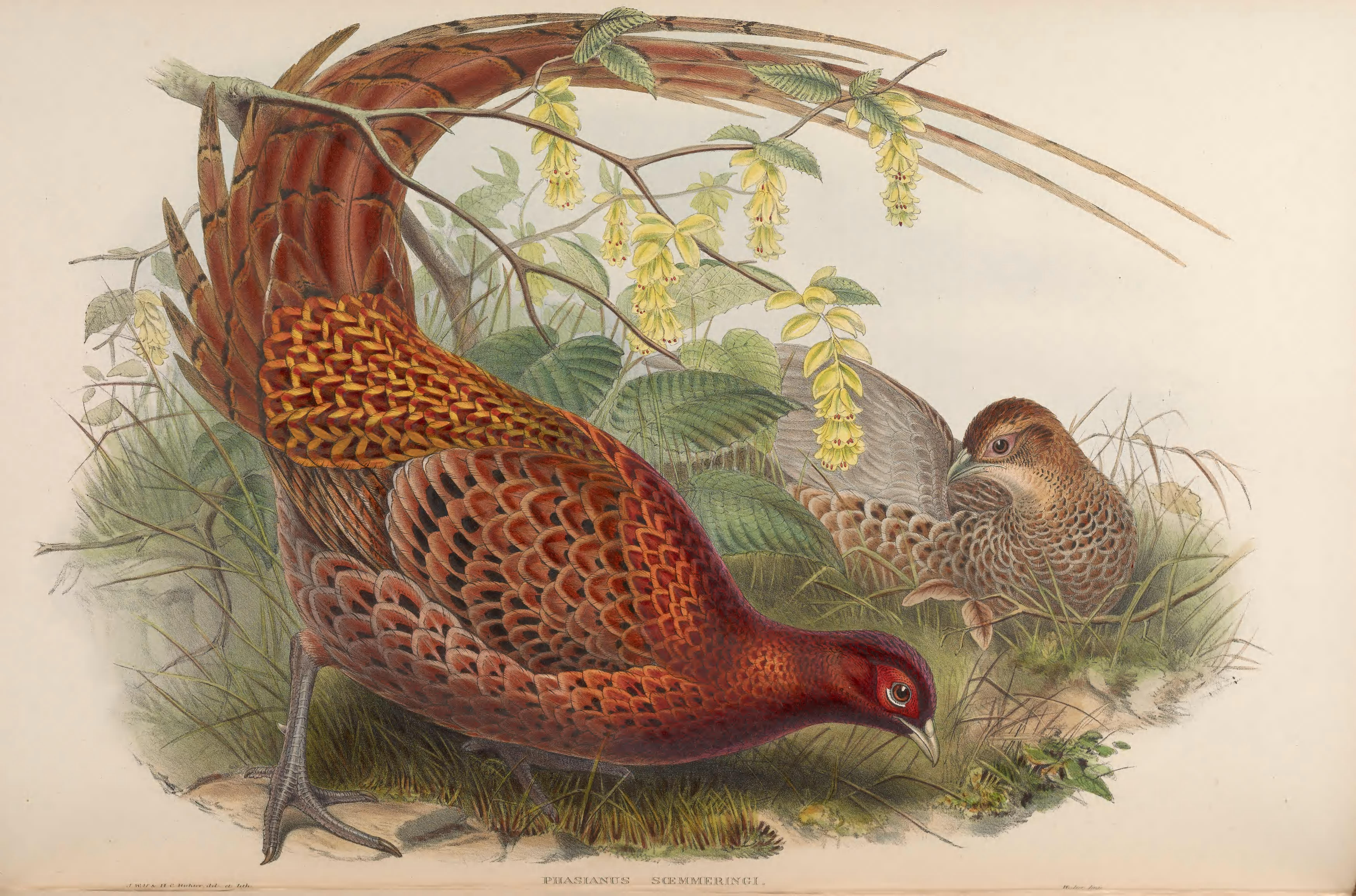
Casal de Faisão-de-Copper por John Gould
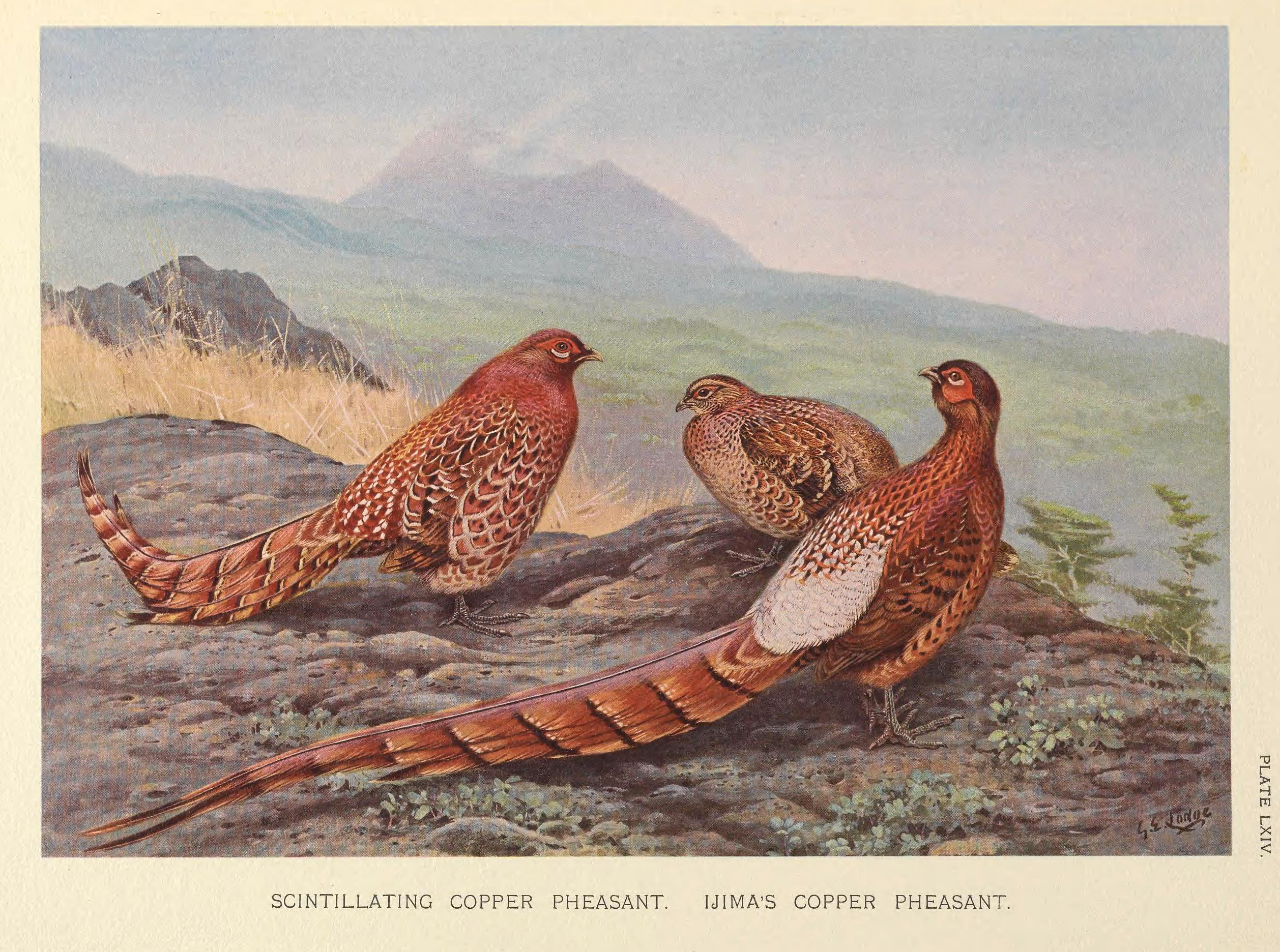
Faisão-de-Copper por George Edward Lodge
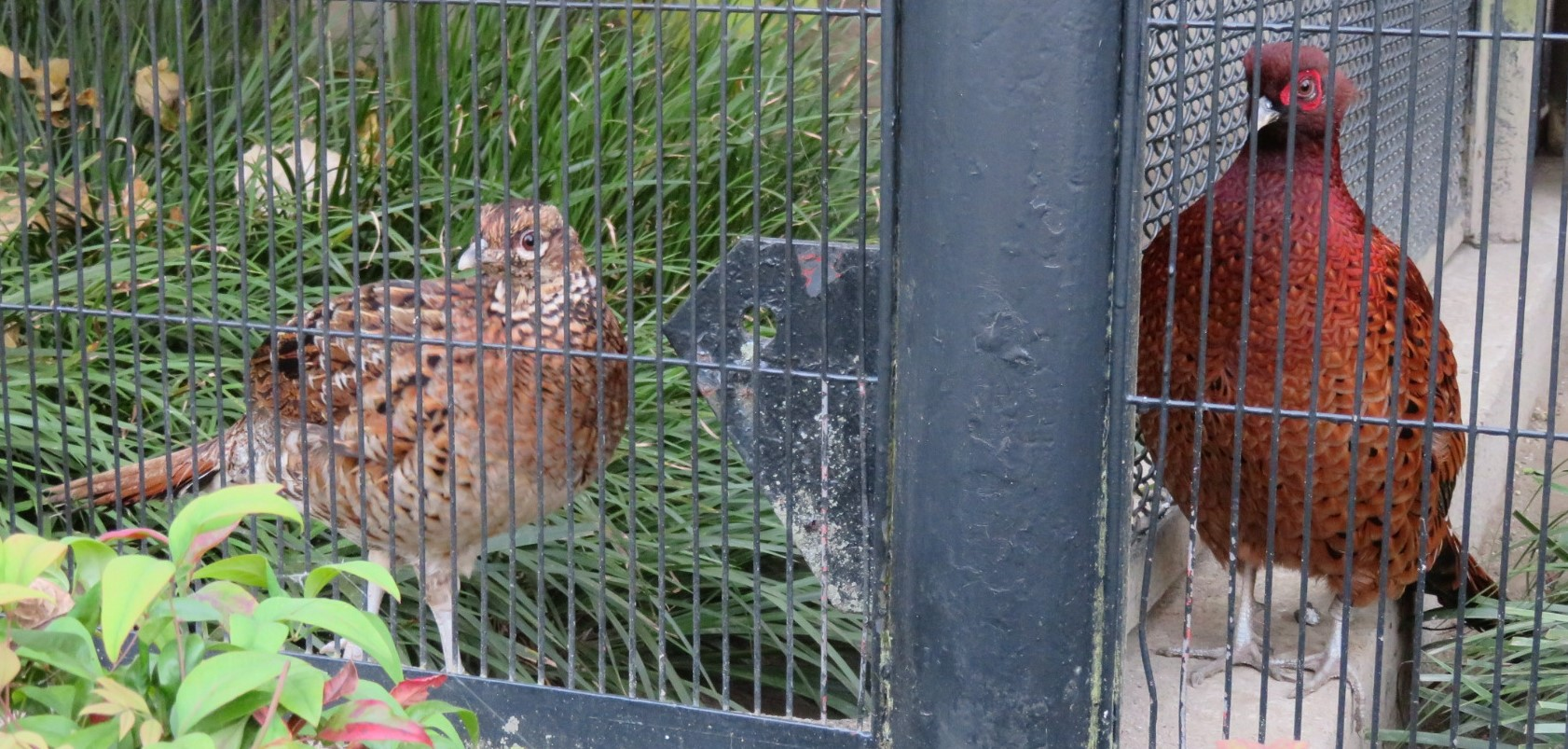
Casal de Faisão-de-Copper
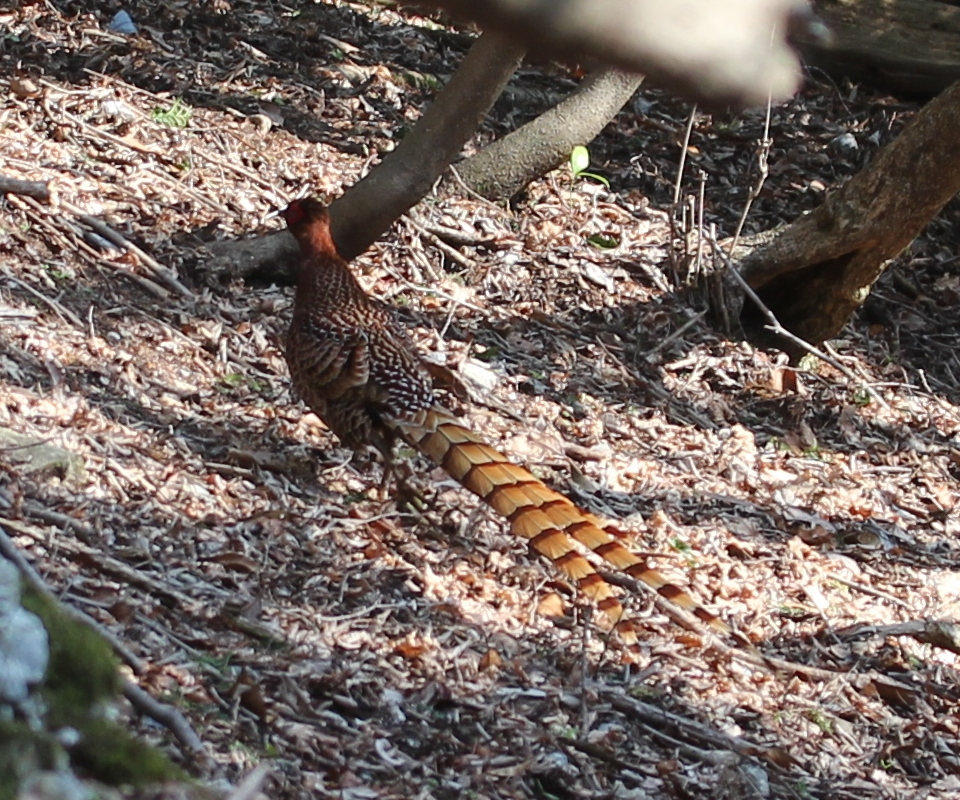
Um Faisão-de-Copper
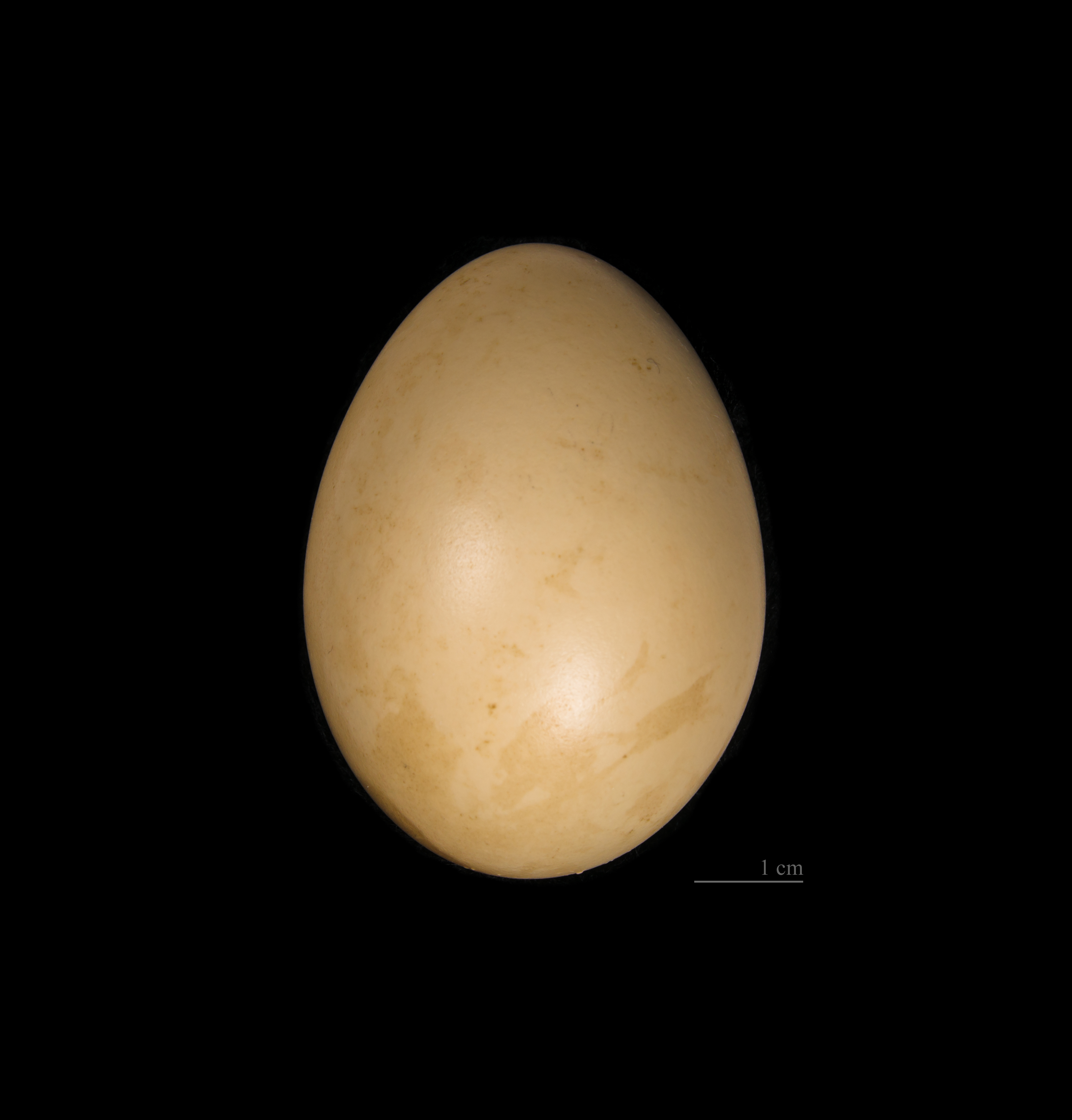
Ovo de Faisão-mikado
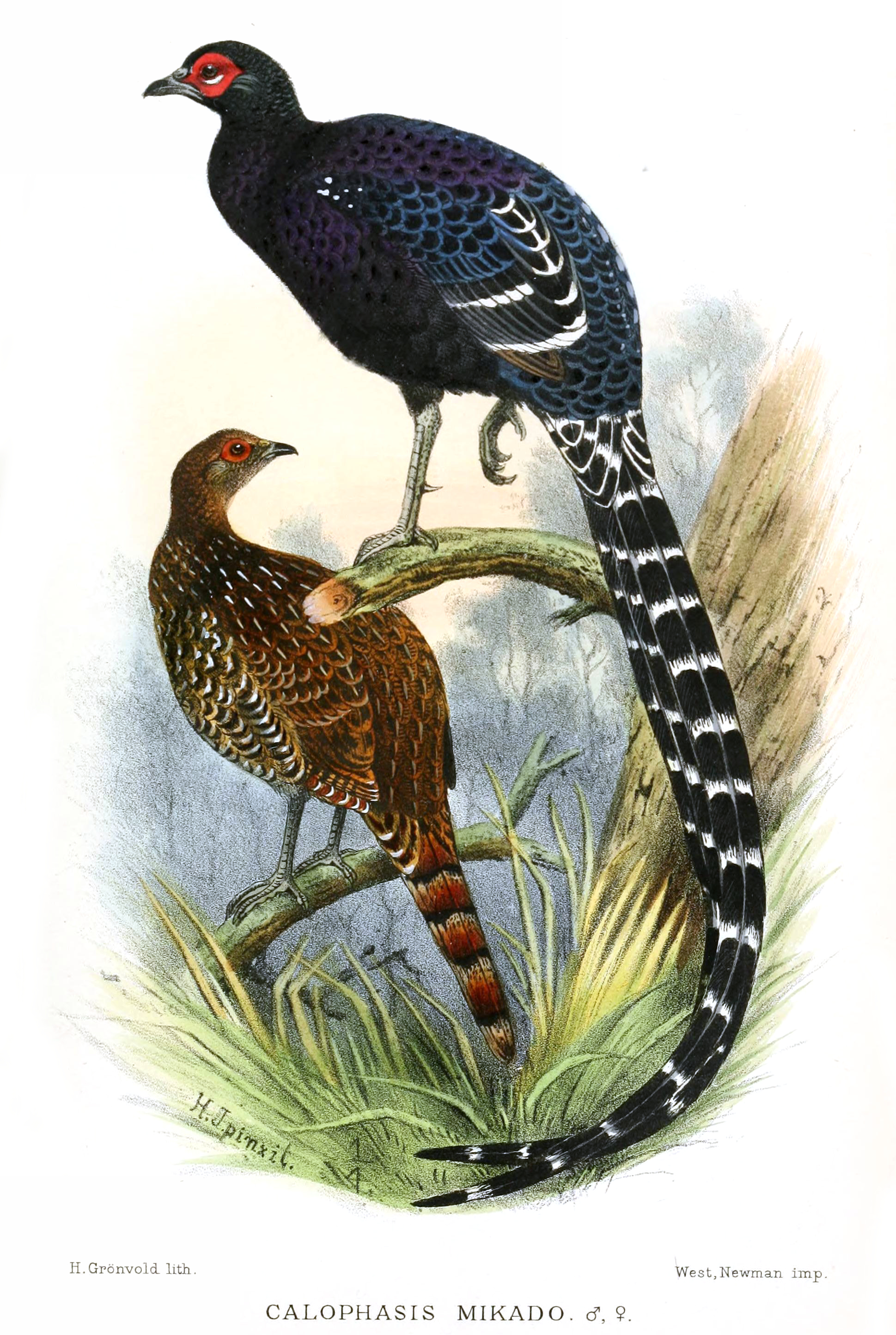
Casal de Faisão-mikado
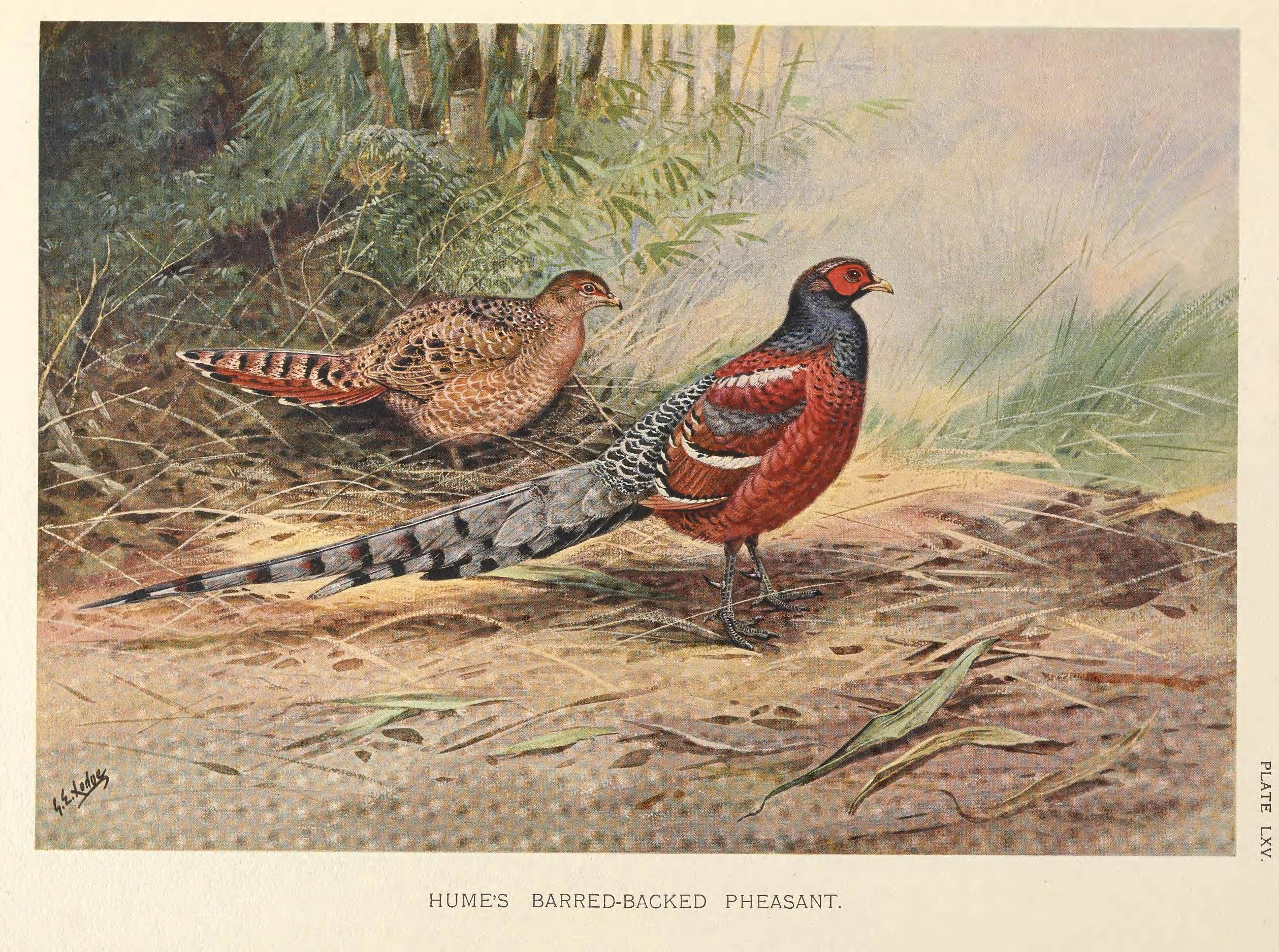
Casal de Faisão-de-hume
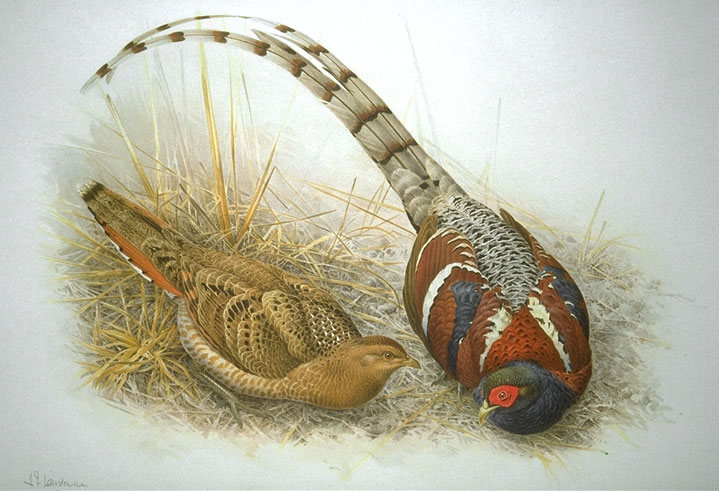
Casal de Faisão-de-hume
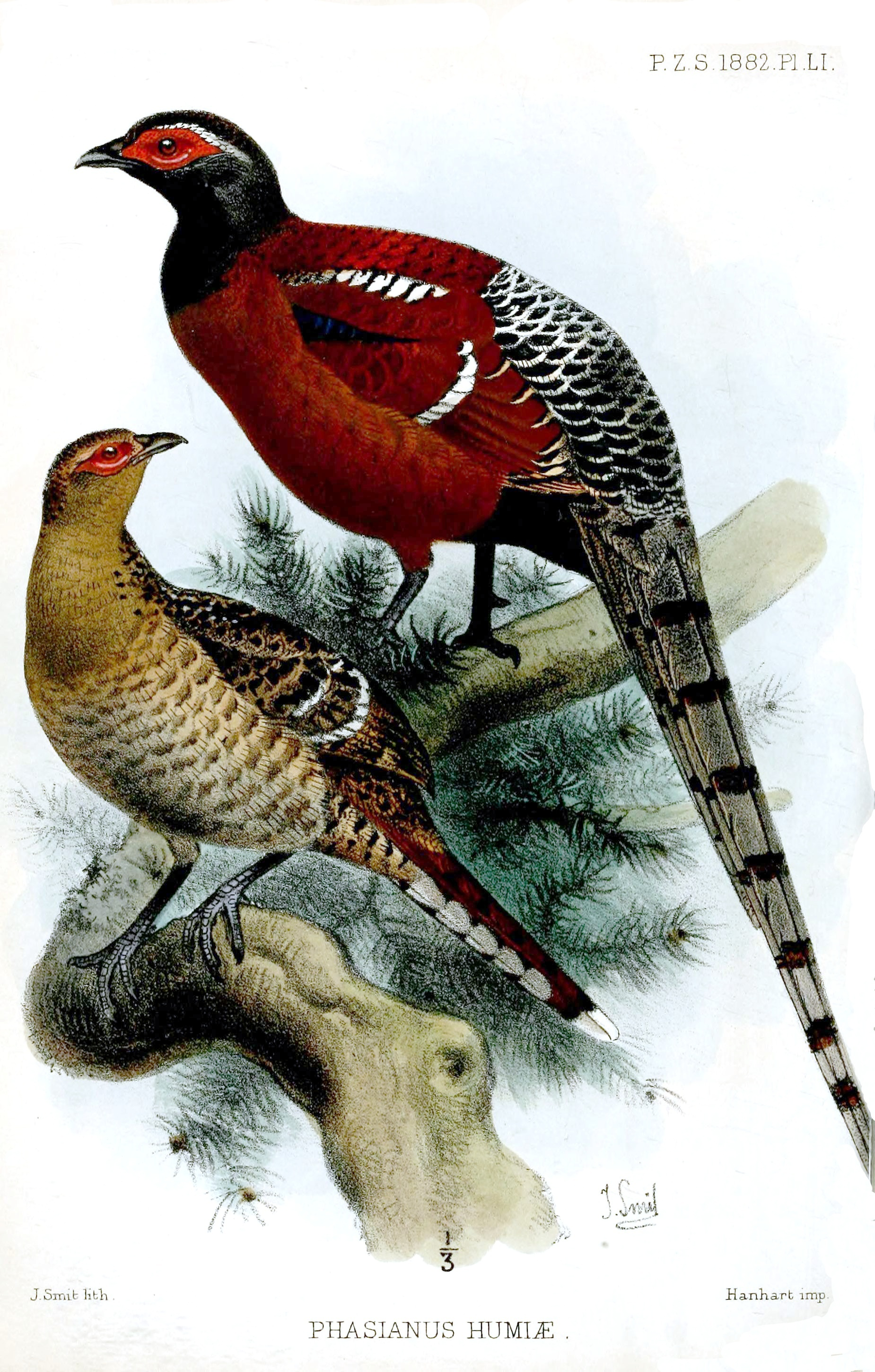
Casal de faisão-de-hume

## Literatura
- Naoya Abe, Nome dos Pássaros Selvagens, Montanhas e Vales , 2008, pp. 330-331.(em japonês)
- Hideo Obara, Masanori Uramoto, Hidetoshi Ota, Masafumi Matsui, Animal World Heritage Red Data Animals - Eurasia, North America Kodansha , 2000, páginas 87, 190.(em inglês)
- Hideo Obara, Masanori Uramoto, Hidetoshi Ota, Masafumi Matsui, Animal World Heritage Red Data Animals - India, Indochina, Kodansha, 2000, páginas 87, 190.(em inglês)
- Nagahisa Kuroda , Hiroyuki Morioka, Animal Classification and Breeding in the World 10-I (Landfowl), Tokyo Zoological Park Society, 1987 , 111-114, 177.(em inglês)
- Charles William Beebe: A monograph of the pheasants, New York Zoological Society, 1918–1922, Bd. 3, S. 143f(em inglês)
- Steve Madge, Philip McGowan: Pheasants, Partridges & Grouse. Helm Identification Guides, London 2002, ISBN 0-7136-3966-0.(em inglês)
- Heinz-Sigurd Raethel: Hühnervögel der Welt. Verlag J. Neumann-Neudamm GmbH & Co. KG, Melsungen 1988, ISBN 3-7888-0440-8.(em alemão)